# Pulaski, Iowa
Pulaski är en ort i Davis County i Iowa. Vid 2010 års folkräkning hade Pulaski 260 invånare.